# Wiscasset
La ville de Wiscasset est le siège du comté de Lincoln, situé dans l’État du Maine, aux États-Unis. Sa population s’élevait à 3 732 habitants lors du recensement de 2010, estimée à 3 672 habitants en 2014.
Noté pour l’architecture, Wiscasset est une destination touristique.  La ville abrite le restaurant Red’s Eats et le Chewonki Foundation.

## Source
- (en) Cet article est partiellement ou en totalité issu de l’article de Wikipédia en anglais intitulé « Wiscasset, Maine » (voir la liste des auteurs).